# Сосна Веймутова (пам'ятка природи, Шепетівський район)
Сосна Веймутова — ботанічна пам'ятка природи місцевого значення в Україні. Об'єкт природно-заповідного фонду Хмельницької області.
Розташована в межах Шепетівського району Хмельницької області в урочищі Климентовецька дача.
Площа — 1 га. Статус присвоєно згідно з рішенням Хмельницького облвиконкому № 156-р"б" від 11.06.1970 року.
Перебуває у відання ДП «Шепетівський лісгосп» (Климентовецьке лісництво квартал 71, ділянка 22). 
Статус присвоєно для збереження ділянки сосни Веймутової віком 80 років, висотою 27 м, діаметром 40 см.